# Diploderma donglangense
Diploderma donglangense — вид ігуаноподібних ящірок родини агамових (Agamidae). Ендемік Китаю. Описаний у 2023 році.

## Поширення і екологія
Diploderma donglangense відомі з типової місцевості, розташованої в районі містечка Дунлан в Мулі-Тибетському автономному повіті на південному заході провінції Сичуань, на висоті 2750 м над рівнем моря. Вони живуть в сухих долинах у верхів'ях річки Шуйлуо, притоки річки Цзіньша, серед колючих чагарникових заростей і каміння.